# Cal Veterinari
Cal Veterinari és una casa de Sant Hilari Sacalm (Selva) inclosa a l'Inventari del Patrimoni Arquitectònic de Catalunya.

## Descripció
Edifici aïllat, situat al nucli urbà de Sant Hilari Sacalm.
La casa, de planta quadrangular, de planta baixa, pis i golfes, està cobert per una teulada a quatre vessants.
A la façana principal, la que dona la jardí, a la planta baixa hi ha la porta d'entrada, en arc de llinda, flanquejada per dues finestres també en arc de llinda, que estan protegides per una reixa de ferro forjat. Totes les obertures tenen un trencaaigües, a l'extrem dels quals hi ha un element ceràmic romboidal amb una flor en relleu al centre. Una línia d'imposta marca el pas de la planta baixa al pis.
Al pis, hi ha un gran balcó central, amb una llosana de gran volada, que a la planta baixa esdevé un porxo. Aquest balcó, té una porta en arc de llinda per accedir-hi, i està flanquejat per dues finestres també en arc de llinda, protegides per una barana de ferro forjat. Totes les obertures tenen un trencaaigües igual que els de la planta baixa.
A les golfes, quatre obertures quadrangulars emmarcades.
Totes les obertures estan en el mateix eix.
Davant la casa hi ha un pati tancat amb una batlla d'obra.
Adossat a la part posterior de la casa, hi ha un altre cos de planta baixa i pis, amb la teulada a doble vessant.
Els murs són arrebossats i estan pintats de color gris, excepte la cadena contoners, els emmarcaments i els trencaaigües, que estan pintats de color blanc.

## Història
Segons el cadastre, l'any de construcció és el 1935.